# Fransig ockraporing
Fransig ockraporing (Junghuhnia lacera) är en svampart som först beskrevs av Petter Adolf Karsten, och fick sitt nu gällande namn av Niemelä & Kinnunen 2001. Enligt Catalogue of Life ingår Fransig ockraporing i släktet Junghuhnia,  och familjen Meruliaceae, men enligt Dyntaxa är tillhörigheten istället släktet Junghuhnia,  och familjen Steccherinaceae. Arten är reproducerande i Sverige. Inga underarter finns listade i Catalogue of Life.